# Lenin (gmina)
Lenin (od maja 1939 Sosnkowicze) – dawna gmina wiejska istniejąca do 1939 roku w woj. poleskim (obecnie na Białorusi). Siedzibą władz gminy był Lenin.
Na samym początku okresu międzywojennego gmina Lenin należała do powiatu mozyrskiego. Nie weszła w skład utworzonego 7 listopada 1920 r. pod Zarządem Terenów Przyfrontowych i Etapowych powiatu łuninieckiego, znajdując się poza administracją polską. W skład II Rzeczypospolitej weszła jednak na mocy traktatu ryskiego podpisanego 18 marca 1921 roku, czyniącego Lenin miejscowością przygraniczną. Gmina weszła w skład powiatu łuninieckiego w (utworzonym 19 lutego 1921 r.) woj. poleskim. Była to najdalej na wschód wysunięta gmina powiatu.
18 kwietnia 1928 roku z gminy wyłączono wieś Sinkiewicze, po czym przyłączono ją do gminy Łachwa. 31 maja 1939 roku nazwę miejscowości zmieniono na Sosnkowicze, a jednostki administracyjnej na gmina Sosnkowicze.